# Plagiorchis vespertillionis
Plagiorchis vespertillionis är en plattmaskart. Plagiorchis vespertillionis ingår i släktet Plagiorchis och familjen Plagiorchiidae.

## Underarter
Arten delas in i följande underarter:
- P. v. vespertillionis
- P. v. parorchis